# خوش‌آب (جهرم)
خوش‌آب نام روستایی از توابع بخش مرکزی شهرستان جهرم در استان فارس است.